# Zastranje
Zastranje – wieś w Słowenii, w gminie Šmarje pri Jelšah. W 2018 roku liczyła 20 mieszkańców.